# Rhadinesthes decimus
Rhadinesthes decimus är en fiskart som först beskrevs av Zugmayer, 1911.  Rhadinesthes decimus ingår i släktet Rhadinesthes och familjen Stomiidae. Inga underarter finns listade i Catalogue of Life.